# Alfred Billy
Alfred Billy (* 29. Dezember 1920 in Linz; † 2015 ebenda) war ein österreichischer Lithograph, Grafiker und Hochschullehrer.

## Leben und Wirken
Alfred Billy absolvierte eine Steindruckerlehre und war nach dem Zweiten Weltkrieg technischer Leiter der Druckerei Waltl-Weigl in Linz, wo u. a. Verpackungen für Tietze-Feigenkaffe, Gerhardinger-Neapolitanerschnitten sowie Tourismus-Werbeplakate, Wahlplakate und Heiligenbilder produziert wurden.
Später wurde er Werkstättenleiter an der heutigen Kunstuni Linz und war dort bis zu seiner Pensionierung 1983 Professor für Druckgraphik und Typographie. Ab 1985 hatte er die Leitung der Werkstätte für künstlerische Lithographie und Radierung auf Schloss Sigharting im Innviertel inne.
Billy arbeitete mit zahlreichen Künstlern zusammen, wie etwa Alfred Kubin, Hans Staudacher, Jürgen Messensee oder Bernhard Luginbühl.

## Werke
- Plakate für Linzer Kulturveranstaltungen (z. B. der Neuen Galerie)
- Urkunden für Ehrenringe und Ehrenplaketten der Stadt Linz
- Makulaturgrafiken

## Ausstellungen
- ALFRED BILLY – Vom Steindruck zur künstlerischen Lithographie. Nordico, Linz 2007
- Ausstellung der Zülow Gruppe, Linz 1981